# نوک‌شمشیری
نوک‌شمشیری (نام علمی: Rhinopomastus) نام یک سرده از تیره هدهد درختی است.